# Il barone von B.
Il barone von B. o Lo scolaro di Tartini (Der baron von B) è un racconto breve di Ernst Theodor Amadeus Hoffmann facente parte della raccolta I Confratelli di Serapione, pubblicata in quattro volumi tra il 1819 e il 1821. La prima pubblicazione del racconto avvenne il 10 marzo 1819 sulla Allgemeinen Musikalischen Zeitung.

## Trama
Il direttore d'orchestra Haack presenta a un suo giovane allievo violinista di nome Carlo il barone von B., mecenate dei musicisti. Il barone è stato allievo di Giuseppe Tartini e possiede una profonda conoscenza della teoria musicale; quanto alla pratica, però, egli è pressoché del tutto incapace di suonare il violino, anche se, incredibilmente, non se ne rende conto. Carlo cerca allora di scoprire come mai il suo maestro e altri affermati musicisti continuino a prendere lezioni dal barone.

## Edizioni italiane
- E.T.A. Hoffmann, I Fedeli di San Serapione, introduzione di Bonaventura Tecchi, traduzione di Rosina Spaini, Gherardo Casini Editore, Roma, 1957.
- E.T.A. Hoffmann, Romanzi e racconti, volume II (I Confratelli di San Serapione), introduzione e nota bio-bibliografica di Claudio Magris, traduzioni di Carlo Pinelli, Alberto Spaini, Giorgio Vigolo, Einaudi, Torino, 1969.